# Distrito electoral local 14 de Chiapas
El XIV distrito electoral de Chiapas es uno de los 24 distritos electorales locales de Chiapas. Su cabecera distrital es la ciudad de Cintalapa.
Se conforma por los siguientes municipios:
- Cintalapa
- Ocozocoutla de Espinosa
- Jiquipilas
- Berriozábal
- Belisario Domínguez

## Localización
El distrito de Cintalapa se encuentra al oeste de Chiapas, limita al norte con el distrito de Copainalá, al este con los distritos de Tuxtla Poniente y Chiapa de Corzo, al sur con los distritos de Tonalá y Villaflores y al oeste con el estado mexicano de Oaxaca.
| Noroeste: Oaxaca | Norte: distrito de Copainalá                      | Noreste: distrito de Copainalá                                                                   |
| Oeste: Oaxaca    |                                                   | Este: distrito de Copainalá, distrito de Tuxtla Gutiérrez Poniente y distrito de Chiapa de Corzo |
| Suroeste: Oaxaca | Sur: distrito de Tonalá y distrito de Villaflores | Sureste: distrito de Villaflores                                                                 |